# Plateau (psychologia)
Plateau (psychologia) – okres stabilizacji danej funkcji np. przejściowy zastój w procesie uczenia się; jest to okres, w którym mimo dalszego treningu rezultaty uczenia się pozostają na dotychczasowym poziomie. Przyczynami mogą być m.in.: osiągnięcie kresu wprawy przy danym sposobie wykonywania zadań, zmęczenie, problemy z motywacją, problemy z koncentracją. Zjawisko najczęściej ustępuje np. po przerwaniu wykonywanego zadania i odpoczynku, zmianie sposobu uczenia. Ważnym czynnikiem mającym wpływ na utrwalanie nabytej wiedzy jest też sen.
Fazę plateau najprościej można zwizualizować na przykładzie klasycznej krzywej uczenia się. W procesie uczenia wyróżnia się kilka etapów. W pierwszym etapie nabywania nowych umiejętności krzywa wznosi się ku górze – mamy fazę progresji. Gdy postępy są coraz mniejsze, krzywa przestaje wzrastać, a funkcja przyjmuje stałą wartość, krzywa reprezentowana jest przez poziomy odcinek na wykresie – jest to właśnie faza plateau. W procesie uczenia wyróżnia się też fazy regresu i kryzysu.